# Elizabeth Taylor (romancière)
Pour les articles homonymes, voir Taylor et Elizabeth Taylor (homonymie).
Elizabeth Taylor, née Coles, le 3 juillet 1912 à Reading dans le Berkshire, et morte le 19 novembre 1975 à Penn, Buckinghamshire, est une romancière et novelliste britannique.

## Biographie
Elle étudie à l'école religieuse de sa ville natale avant de devenir préceptrice, puis bibliothécaire. En 1936, elle épouse l'homme d'affaires John Taylor. Le couple s'installe à Penn, petite ville du Buckinghamshire.
Elle est brièvement membre du Parti communiste britannique avant de se réorienter politiquement et de soutenir pendant longtemps le Parti travailliste.
Elle amorce sa carrière littéraire avec la publication de Chez Mrs Lippincote, un premier roman paru en 1945. Elle fait paraître ensuite, sur trente ans, dix autres romans, ainsi que de nombreuses nouvelles recueillies dans quatre volumes.
Ses récits racontent avec finesse et sensibilité des situations du quotidien de personnages presque toujours issus de la classe moyenne de la société britannique, dans une veine qui rappelle les œuvres de Jane Austen, Barbara Pym et Elizabeth Bowen.
Elle meurt d'un cancer à l'âge de 63 ans.
Son roman Angel a été adapté au cinéma par François Ozon en 2007 : Angel.

## Analyse de l'œuvre
Vue sur le port (1947) dresse une galerie de portraits des membres d'une communauté vivant dans une cité portuaire. L'action se déroule dans un cadre clos (souvent rendu par ce qui est vu ou ressenti d'une fenêtre) et demeure strictement délimité : la vieille ville s'oppose ainsi à la ville nouvelle où l'on ne se rend jamais. Comme dans les autres œuvres de Taylor, les relations familiales, et plus particulièrement mère-fille, sont ici étudiées. Deux auteurs/artistes, un écrivain et un peintre, sont aussi représentés dans leur rapport à l'art et à la création.
Dans l’œuvre d'Elizabeth Taylor, Angel (1957) tient une place à part. Récemment adapté, et de manière très fidèle par le cinéaste français François Ozon, le roman trace le portrait d'une romancière, Angel Deverell, qui, selon la préface de Diane de Margerie, serait inspiré de celui de Marie Corelli. L'action se déroule pendant la première moitié du XXe siècle. Œuvre particulièrement sombre, le récit tranche avec les études psychologiques fines et sensibles dont est coutumière l'écrivaine britannique et recèle une probable part autobiographique.

## Œuvre

### Romans
- At Mrs. Lippincote's (1945) - Chez Mrs Lippincote, Paris, Payot & Rivages, 2006
- Palladian (1946) - La Palladienne, Paris, Payot & Rivages, 2008
- A View of the Harbour (1947) - Vue sur le port, Payot & Rivages, Paris, 1999
- A Wreath of Roses (1949) - Une couronne de roses, Paris, Payot & Rivages, 2005
- A Game of Hide and Seek (1951) - Une partie de cache-cache, Paris, Payot & Rivages, 1996
- The Sleeping Beauty (1953) - La Belle endormie, Paris, Payot & Rivages, 2005
- Angel (1957) - Angel, Paris, Hachette, 1988 ; Paris, Rivages, 1991
- In a Summer Season (1961) - Une saison d'été, Ed. Corps 16, 1993
- The Soul of Kindness (1964) - La Bonté même, Paris, Rivages, 1994
- The Wedding Group (1968) - Noces de faïence, Paris, Rivages, 1992
- Mrs Palfrey at the Claremont  (1971) - Mrs Palfrey, hôtel Claremont, Paris, Rivages, 1991
- Blaming  (1976) - Le Cœur lourd, Paris, Payot & Rivages, 1997

### Recueils de nouvelles
- Hester Lilly (1954) - Hester Lilly, Paris, Payot & Rivages, 2007
- The Blush and Other Stories (1958)
- A Dedicated Man and Other Stories (1965)
- The Devastating Boys (1972)

### Anthologie de nouvelles parues en France
- Cher Edmund, nouvelles, Paris, Rivages, 1991
- Le Papier tue-mouches, nouvelles, Paris, Payot & Rivages, 1995

### Livre pour enfants
- Mossy Trotter (1967)

## Adaptations cinématographiques
- 2005 : Mrs. Palfrey at the Claremont (en), film  de Dan Ireland (en), d'après le roman homonyme, avec Joan Plowright et Rupert Friend
- Madame Dubois, hôtel Bellevue, téléfilm de Jean-Pierre Améris avec Micheline Presle. Adaptation de ''Mrs Palfrey, hôtel Claremont'' [1]
- 2007 : Angel, film de François Ozon, d'après le roman homonyme, avec Romola Garai et Sam Neill